# West Village

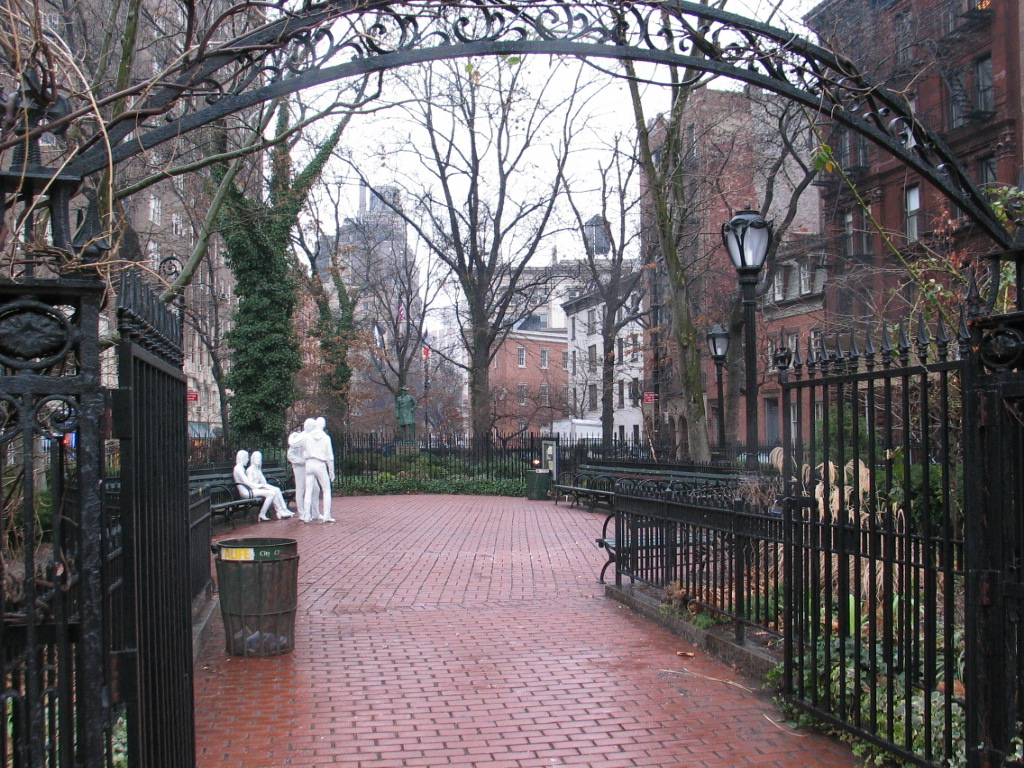
Christopher Park en West Village.

Para el desarrollo inmobiliario en West Village en Dallas, Texas, véase también West Village (Dallas)
West Village es la sección occidental del barrio Greenwich Village en la Ciudad de Nueva York en el borough de Manhattan. Aunque no tiene límites definidos, el área usualmente definida como sus límites es el Río Hudson y la Sexta Avenida o la Séptima Avenida, extendiéndose desde la Calle 14 a la Calle Houston. Los barrios vecinos incluye a Chelsea al norte, South Village, y la nueva zona inventada (en 2009) llamada Hudson Square al sur, y Greenwich Village al este. El barrio es principalmente residencial, con muchos restaurantes pequeños, tiendas y servicios. El área forma parte del Manhattan Community Board 2.

## Atracciones

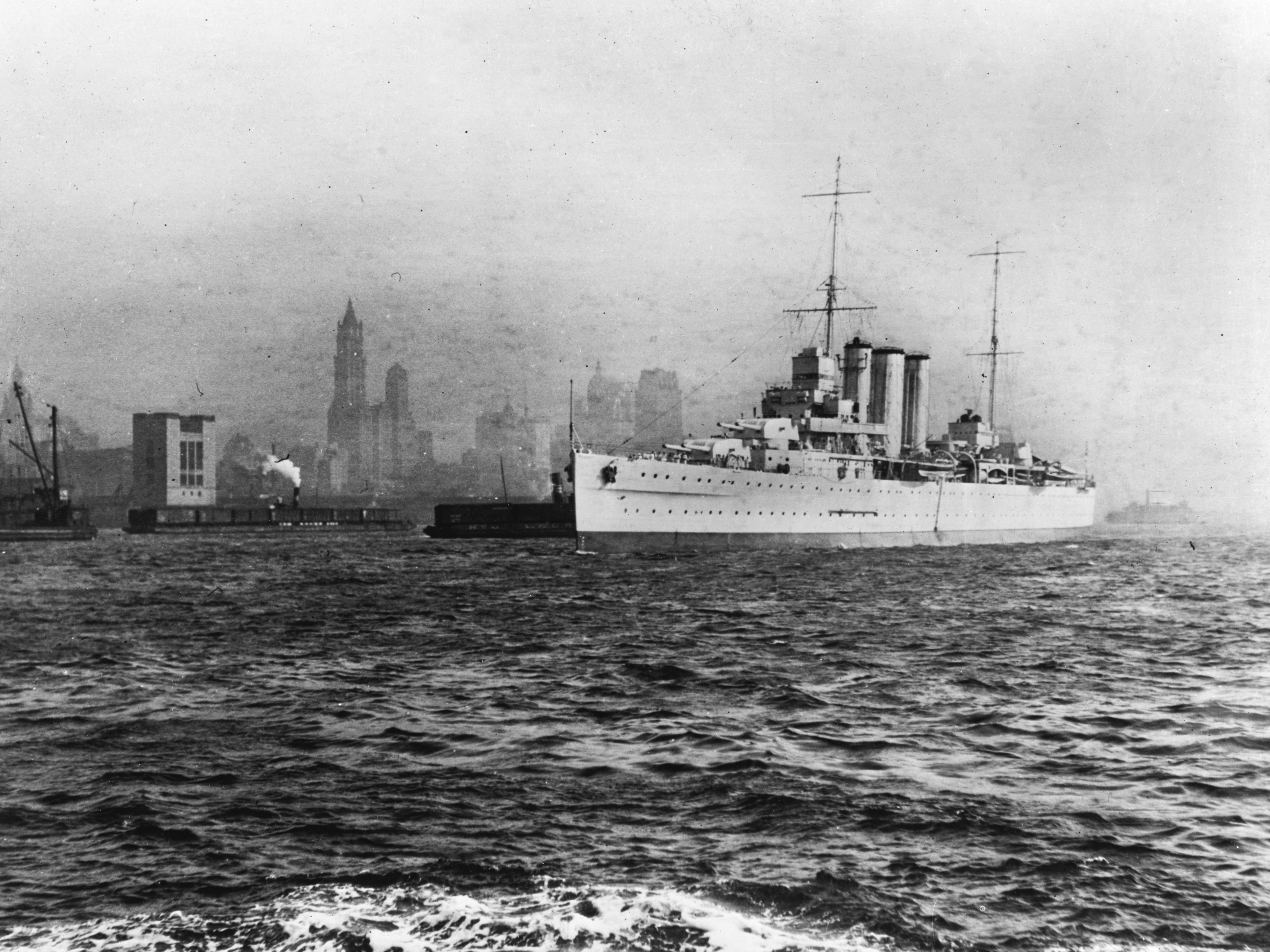
Mirando al sureste de lower Village (ahora TriBeCa), desde el Río Hudson justo al norte de la Calle Christopher, antes de 1932-1933.

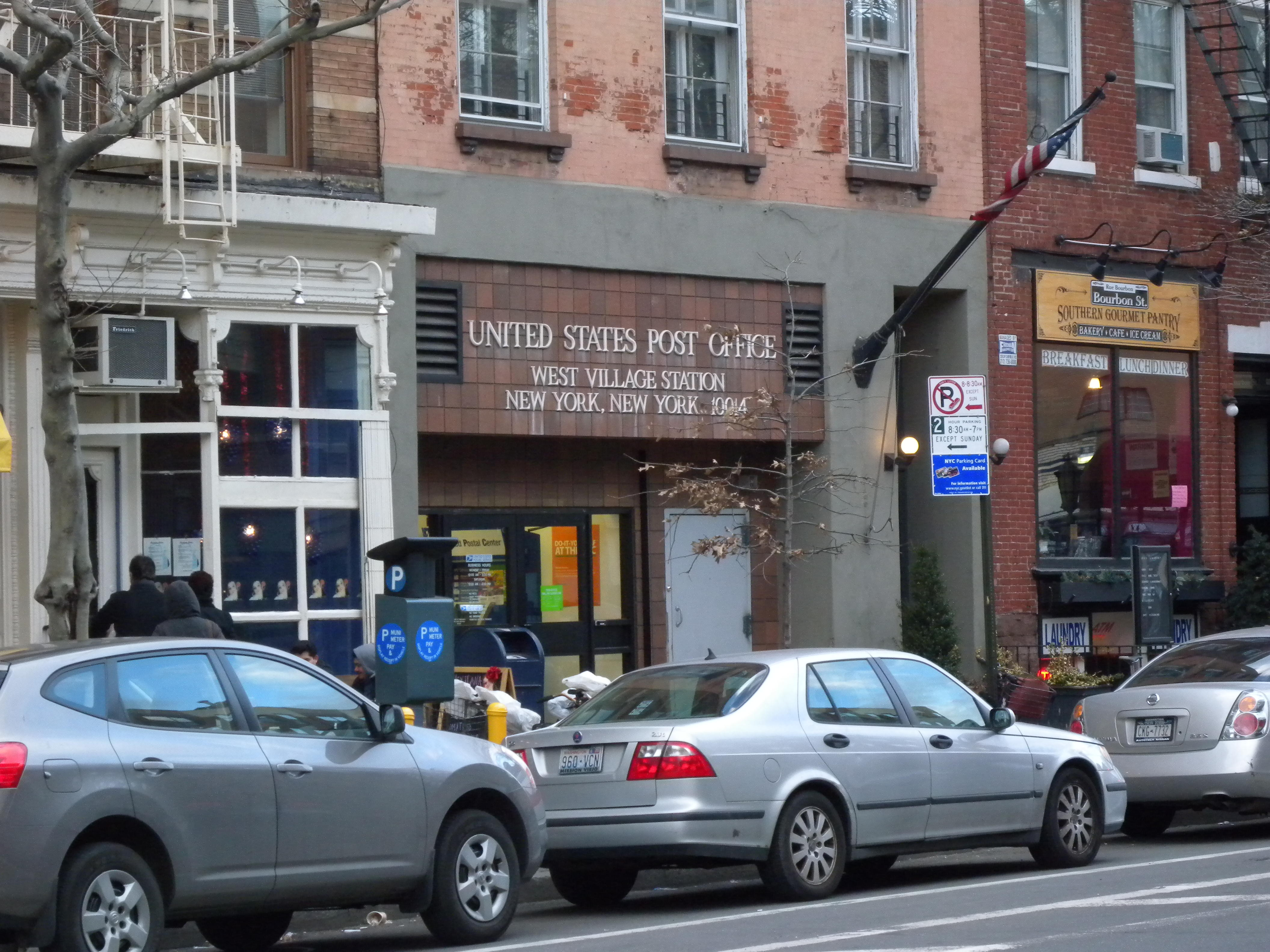
West Village Postal Station.

- Jefferson Market Branch, New York Public Library
- Línea High
- Hudson River Park
- Meatpacking District
- St. Luke in the Fields Church
- Stonewall Inn
- Village Vanguard
- Westbeth Artists Community

## Servicios del metro
Trenes de los servicios , , 
- Calle 14 de la línea de la Octava Avenida
- West Fourth Street–Washington Square de la línea de la Sexta Avenida

Trenes de los servicios , , , 
- West Fourth Street–Washington Square de la línea de la Sexta Avenida

Trenes de los servicios , , 
- Calle 14 de la línea de la Séptima Avenida y Broadway
- Calle Christopher–Sheridan Square de la línea de la Séptima Avenida y Broadway
- Calle Houston de la línea de la Séptima Avenida y Broadway